# Andrew Wyntoun
Andrew Wyntoun of  Andrew of Wyntoun (ca. 1350 – ca. 1423) was een Schots dichter en geschiedschrijver. Hij was een augustijner kanunnik in het klooster op St Serf's Inch, een eiland in het Schotse meer Loch Leven, en later  in St Andrews.
Hij is bekend gebleven door zijn werk  Orygynale Cronykil of Scotland, een uitgebreide beschrijving in achtlettergrepige verzen van de geschiedenis vanaf het ontstaan van de wereld, en zelfs daarvoor (hij geeft ook een beschrijving van de schepping van  de engelen). De fantastische    geschiedschrijving  eindigt in 1406, met de troonsbestijging van Jacobus I.
Opvallend in het werk is een vroege vermelding van de figuur Robin Hood en een beschrijving van de ontmoeting van Macbeth met de drie heksen, zoals bekend uit William Shakespeares werk Macbeth. De oorspronkelijke manuscripten van het acht delen omvattende werk zijn bewaard gebleven en bevinden zich op diverse locaties in Groot-Brittannië, waarvan drie in de British Library. Een eerste gedrukte versie verscheen pas in 1795.